# Acción Femenina por la Victoria
Acción Femenina por la Victoria fue un movimiento político antifascista de mujeres uruguayas. Fundado en mayo de 1942 e integrado por mujeres de orígenes políticos, sociales y étnicos diversos, fue un frente popular que organizó principalmente campañas de ayuda humanitaria para los aliados durante la Segunda Guerra Mundial.

## Historia
En sus orígenes, Acción Femenina estuvo relacionada con el Partido Comunista e inspirada en la Junta de la Victoria, grupo antifascista de mujeres argentinas creado en septiembre de 1941 con el que mantuvo una estrecha alianza de cooperación y ayuda mutua. No obstante, este frente político no sólo promovió los ideales internacionalistas, sino también los derechos políticos de las mujeres en Uruguay.

### Antecedentes
Desde la década de 1930, las mujeres uruguayas conformaron grupos antifascistas y en solidaridad con la República Española, como la rama local del Comité Popular Femenino contra la Guerra y el Fascismo cuya representante internacional fue Paulina Luisi. 
En 1935, aproximadamente 2000 mujeres marcharon contra la agresión italiana en Etiopía, acción organizada por la Unión femenina contra la guerra que, en abril de 1936, también organizó el primer Congreso Nacional de Mujeres de Uruguay. Las mujeres también tuvieron una fuerte presencia en la masiva marcha de julio de 1938 en apoyo a la democracia, tras haber asumido la presidencia Alfredo Baldomir luego de la Dictadura de Terra.
Luego de la invasión nazi a Yugoslavia, se creó la agrupación Acción Antinazi de Ayuda a la Unión Soviética y Demás Pueblos en Lucha que tuvo su Comisión de Damas, liderados por militantes comunistas. La Comisión de Damas inició contacto con la Junta de la Victoria en diciembre de 1941, encontrando inspiración y ayuda para la organización. 